# Etruské náboženství

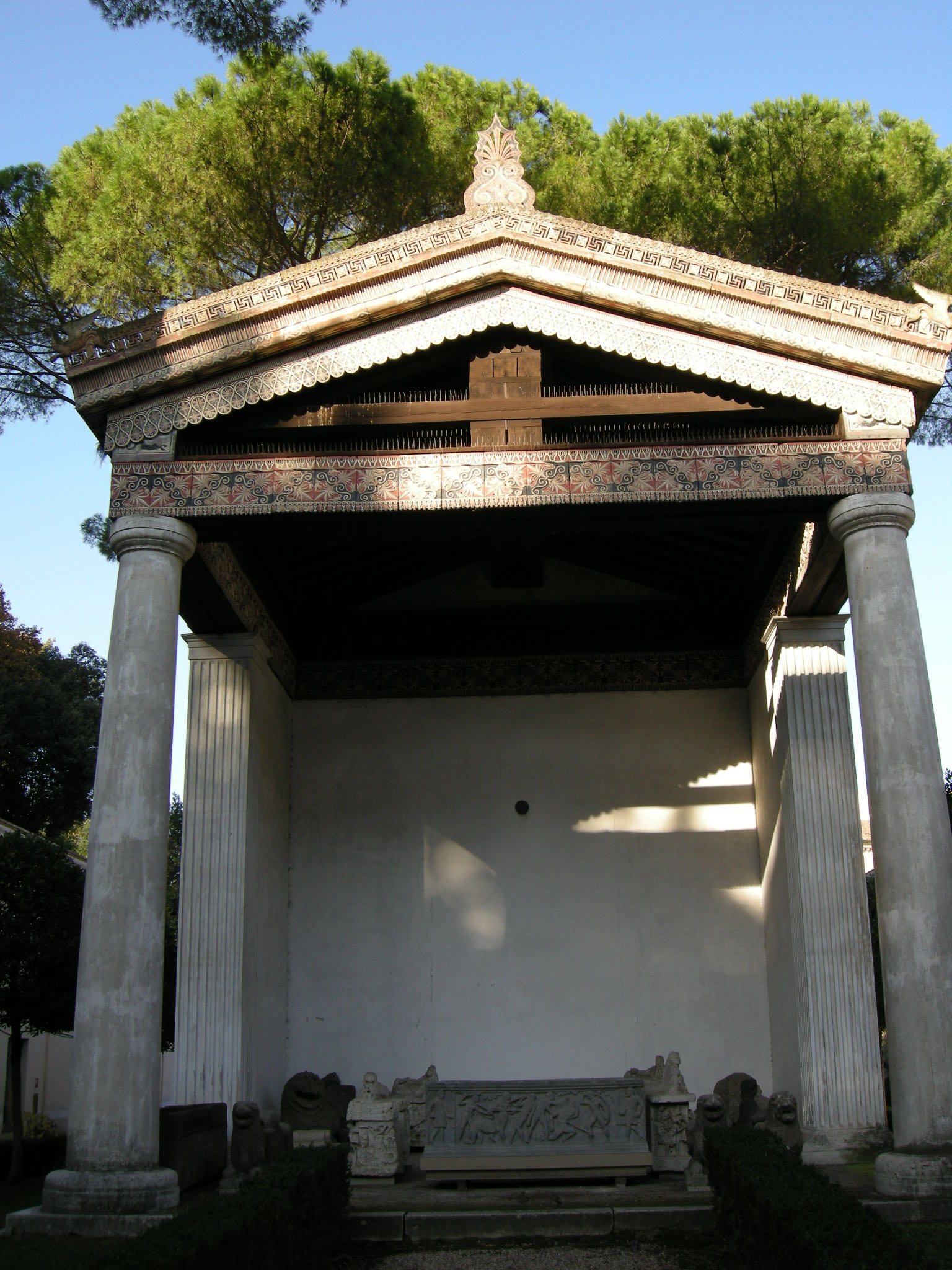
Rekonstrukce etruského chrámu, Museo di Villa Giulia v Římě

Etruské náboženství bylo starověké polyteistické náboženství Etrusků, které později ovlivnilo některé prvky římského náboženství. Předpokládá se, že toto náboženství vzniklo až na území Itálie, jisté je, že mytologie s ním spojená nese některé maloasijské prvky a je na ní patrné vzájemné ovlivnění s řeckou mytologií.

## Hlavní znaky
Etruské náboženství bylo poměrně ponuré, hlavní důraz se kladl na posmrtný trest za lidské činy. Prakticky nejsilnější představou byla představa podsvětí, ze kterého se na zem dostává celá řada démonů, kteří nejsou dobří ani zlí. Právě tito démoni dostávají člověka z „říše živých“ do podsvětí, což je vnímáno jako negativum. Posmrtný život byl obdobou života na zemi a byl pravděpodobně závislý na tom, jak byl člověk pochován. To vedlo ke stavbě luxusních, zpravidla rodinných hrobů, které pak byly často lepší a prostornější než domy. Hroby se zdobily nástěnnými malbami a vybavovaly nábytkem. V hrobě a především na sarkofágu byla mrtvá osoba prezentována taková, jak měla vypadat v posmrtném životě. Nedocházelo k typizaci postav ani k jejich idealizaci. Většina etruských hrobů byla vyloupena již v době úpadku etruských městských států.
Etruskové věřili, že celý svět je ovlivňován boží mocí, která jedná nepřetržitě a ve všech oblastech přírody. Tuto moc mohly oběti a jiné služby naklonit ku prospěchu lidí.
Velký důraz se kladl na věštění. Další výraznou představou bylo silné přesvědčení o konečnosti jejich národa, tento chiliasmus byl velmi silný a prakticky se s podobně silným kultem svého konce nesetkáme v jiném náboženském systému.
V přírodě bydlelo mnoho fantastických bytostí (bůžků, polobohů, atd.). Etruské náboženství (stejně jako všechna náboženství vznikající v Itálii) si dlouhou dobu podrželo nepersonifikované, ale pojmenované přírodní síly. Podle těchto italských náboženství člověka obklopuje celá řada duchů. Lide předpokládali, že existuje prakticky pro každou činnost několik dobrých a několik zlých duchů (viz náboženství starověké Itálie). Etruskové jako první v této oblasti přišli s teorií personifikovaných duchů (do lidské či zvířecí podoby). Takový přístup má pro společnost několik výhod, je možné mít nižší počet bohů, což umožňuje stavbu chrámů a tím vytvoření nějakého systému.
Co se týká víry, tak Etruskové věřili, že život člověka je určován jednak „božskou osudovou vůlí“ a jednak přírodou – duchy. Z toho vycházela jejich periodizace času, pod vliv těchto dvou prvků spadalo určité časové období – u přírodních sil to bylo 120 let a u vůle pak devadesát let. Tyto epochy se prolínaly, z čehož Etruskové vypočítávali saecula, tj. něco jako století (nejednalo se ovšem o stoletou či jiným počtem roků danou periodu).
Co se kosmologie a náhledu na život týká, Etruskové věřili, že svět i nebe jsou rozděleny na území, kterým vládnou jednotliví bohové. Tento obraz světa se odrážel na všech věcech. Např. na nalezeném modelu jater, podle kterých věštili, lze nalézt rozdělení na místa, jež platí jednotlivým bohům a ti pomocí právě svého území projevují svá přání a vůli. Zdá se, že Etrusky otázky vzniku světa a lidí příliš netrápily, nevytvořili nějaký propracovaný systém toho, co bylo před nimi. Jediný výraznější doklad o těchto představách lze nalézt v obřadu zakládání měst, který později převzali Římané. Etruskové kolem budoucího města vyorávali brázdu a vyznačili dvě osy (severojižní a východozápadní), protože věřili, že přesně kolem těchto dvou os vznikl svět.

## Vlivy

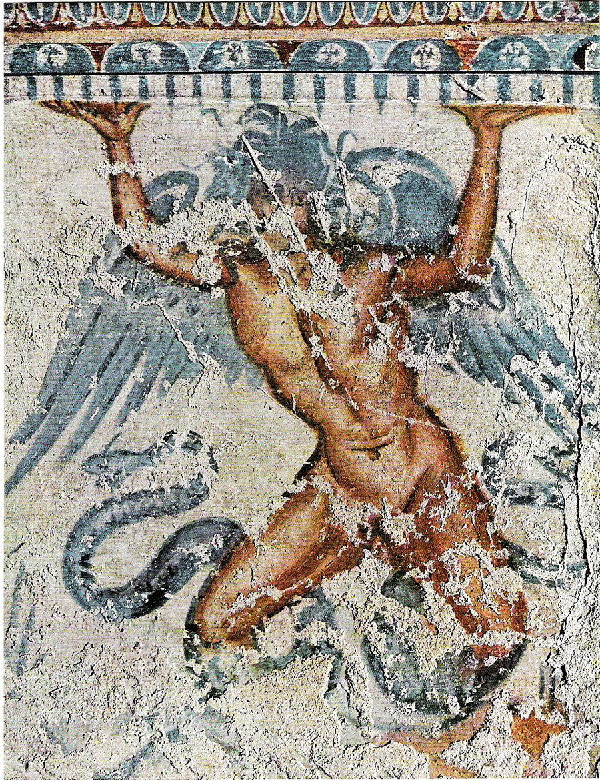
Týfón na etruské nástěnné malbě nalezené nedaleko Tarquinie

Etruské náboženství – jejich mytologie však není známa do té míry, aby ji bylo možno takto komplexně posoudit – nese jasné rysy staroitalských přírodních božstev (Catha, Tivrt, Usil atp.), nicméně se zde objevuje i indoevropský vliv (Tinia, Uni, prakticky všechny trojice a systém trojic). Dále je patrný řecký vliv (Aritimi, Menrva, Pacha), objevují se zde i řečtí hrdinové homérovského Řecka. Zpětně reagovalo na etruské vlivy i řecké náboženství. Tyto dva směry se později střetly v náboženství římské říše, kde vytvořily jednolitou mytologii.
Z prokazatelného vlivu staroitalských božstev se usuzuje, že svoje náboženství Etruskové zformovali až v Itálii, zároveň lze předpokládat, že přišli, nebo alespoň jejich část, z asijského prostředí a odtud si sebou přinesli jeho základní prvky. Není jasné, kde se vzal netypicky silný kult mrtvých a pro jejich náboženství charakteristický chiliasmus. Velmi zajímavou otázkou je, jak moc měli propracovanou mytologii. Vzhledem k některým zachovaným příběhům lze usuzovat, že měli rozpracovánu pouze mytologii, která se týkala přímo jich samých, a otázky vzniku světa, vesmíru a raného lidstva je příliš netrápily. Tato otázka bude možná zodpovězena po rozluštění jejich řeči.

## Prameny
O tomto náboženství si základní představu tvoříme na základě římských pramenů a na základě obřadů převzatých Římany, dále pak z etruského umění a z dochovaných nápisů. Z římské literatury jsou nejcennějšími prameny Suetoniovo De anno Romanorum (O římském roku), Varronovo dílo a Ciceronovo dílo De natura deorum.

## Bohové a duchové
Pro Etrusky bylo magické číslo tři, proto se jejich bohové seskupovali do trojic. Základní systém měl tři trojice, které byly doplněny jednou speciální lidskou trojicí.
Hlavní nebeskou trojici tvoří bozi Tinia (římský Jupiter), Uni (římská Juno) a Menrva (římská Minerva). Vznik takovéto trojice – muž, žena, panna – je velmi obvyklý a lze říci, že se tento typ prosadil téměř ve všech kulturách kolem Egejského moře. U Etrusků se dominantní silou stal blesk, proto se také stal hlavním atributem a zbraní bohů. Každý z nich mohl používat jeden blesk, pouze Tinia mohl používat tří druhy blesků. První druh blesku mohl používat podle vlastních potřeb, na použití druhého potřeboval souhlas ostatních bohů a o třetí se dělil s bohy osudu, o kterých se prakticky nic neví. Zvláštností je pak literární dílo, které měl lidem zjevit Tages, vnuk Tinii – Tagetické spisy (do latiny přeloženy jako Disciplina Etrusca). Toto dílo pojednává o výkladu blesků a věštění z jater.

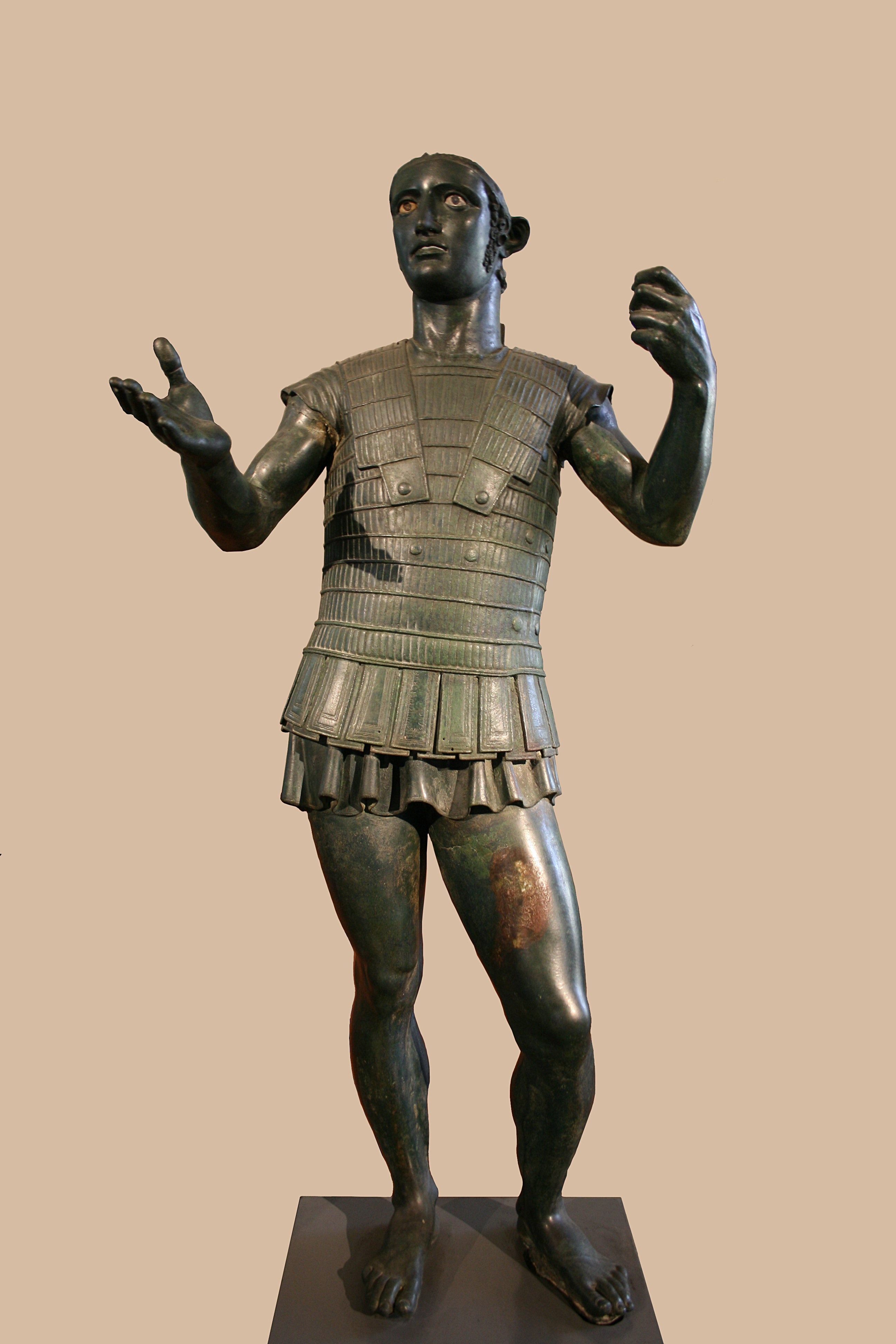
Mars z Todi, etruská bronzová socha boha v životní velikosti z doby pozdního 5. nebo raného 4. století př. n. l.

Protipólem nebeské trojice byla trojice pozemská, složená z boha vína Liberia (Fuflunse), bohů úrody Ceres a plodnosti Libery. Třetí trojicí byla trojice podsvětí, z níž známe pouze dvě jména: Mantus (někdy též Veiovis nebo Dis) a Mania.
Trojici bohů lidských činností reprezentoval bůh obilí Satri (někdy je pokládán pouze za ducha), bohyně plodnosti Turan a bůh ohně Sethlans.
Systém duchů byl výrazně složitější než božské trojice a často je nesmírně těžké odlišit boha od ducha. Všeobecně se za vládce duchů považuje bohyně osudu Nortia. Za dalšího významného ducha bývá považován Mars – ochranný duch kmene a pomocník jejich bojovníků, kterého převzali Římané.
Pokud Etruskové hovořili o bozích obecně, používali výraz ais nebo eis (plurál byl aisar nebo eisar). V případě, že mluvili o konkrétním bohu, používali výraz flere. Místo, kde se nalézali bohové, bylo posvátné (fanu nebo luth, mezi těmito termíny byl nějaký rozdíl, který nám pravděpodobně uniká). Za posvátné místo byly považovány i hroby a chrámy (takové místo bylo označováno jako favi).
Poblíž hrobů, a někdy i domů, se podle jejich víry nacházely duše předků. Tento systém se pravděpodobně vyvinul z lárů a penátů. Každý muž měl svého ducha (hinthial), tento způsob nahlížení souvisí se systémem géniů. U Etrusků byl propracován do velkých detailů, muž mohl svého hinthiala rozzlobit a ten pak odešel, poté ho musel muž udobřit, není zcela jasné, zda nemohl získat nějakého jiného.

## Kněží

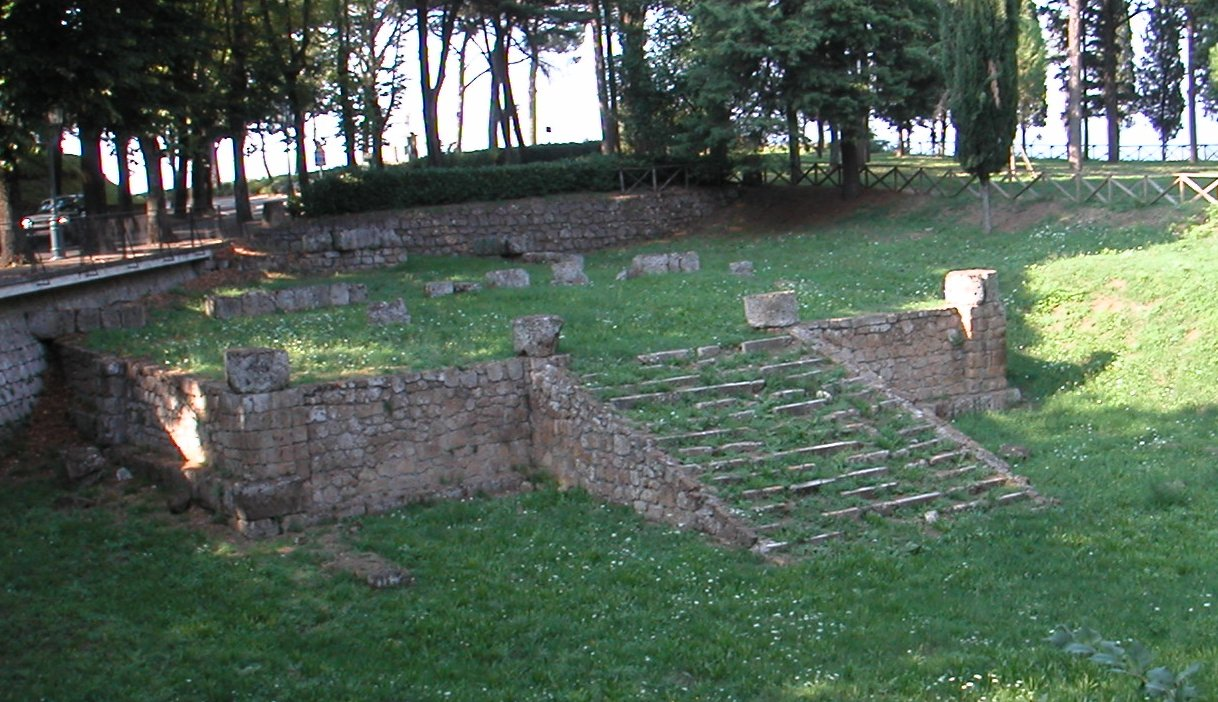
Zbytky etruského chrámu v Orvietu

Etruskové byli velmi silně věřící, římští spisovatelé je často považovali za nejzbožnější národ vůbec. Etruskové věřili, že dochází ke každodennímu styku s bohy, proto se prakticky žádná činnost neobešla bez nutnosti porady s bohy. Kromě toho věřili, že každá věc má svůj význam a že vyjadřuje vůli jednotlivých bohů.
Etruští kněží byli rozděleni jak hierarchicky, tak podle specializace pro jednotlivé bohy (resp. jejich skupiny). Za nejvýznamnější byli pokládáni haruspikové, kteří věštili z vnitřností zvířat a z úderu hromu.
Další významnou skupinou byli augurové, ti věštili z letu ptáků a ze zobání kuřat. Tito věštci si udržovali svůj vliv i v Římě. Ve 4. století proti tomuto způsobu věštění vydal dekret císař Constantinus I. a v 7. století vydal podobný dekret papež.

## Význam
Etruské náboženství mělo pro tehdejší společnost obrovský význam a prakticky nic se nedělo bez věštby či nějakého obřadu. Římané jejich náboženství převzali, ale nečinili tak nějak důsledně, kulty jednotlivých bohů si upravovali podle své potřeby a postupně je mísili se zvyky dalších náboženství. Toto náboženství se Římanům přebíralo poměrně snadno, protože systém jejich víry byl prakticky shodný.

## Nejznámější bohové
Tento výčet není úplný, je jisté, že jména všech etruských bohů nejsou známa. Navíc lze říci, že i jejich funkce nelze přesně definovat, protože v jednotlivých městech se ukazuje celá řada odlišností. Dále platí, že v jednotlivých městských státech nebyli vyznáváni všichni bohové.

### Nebeští bozi

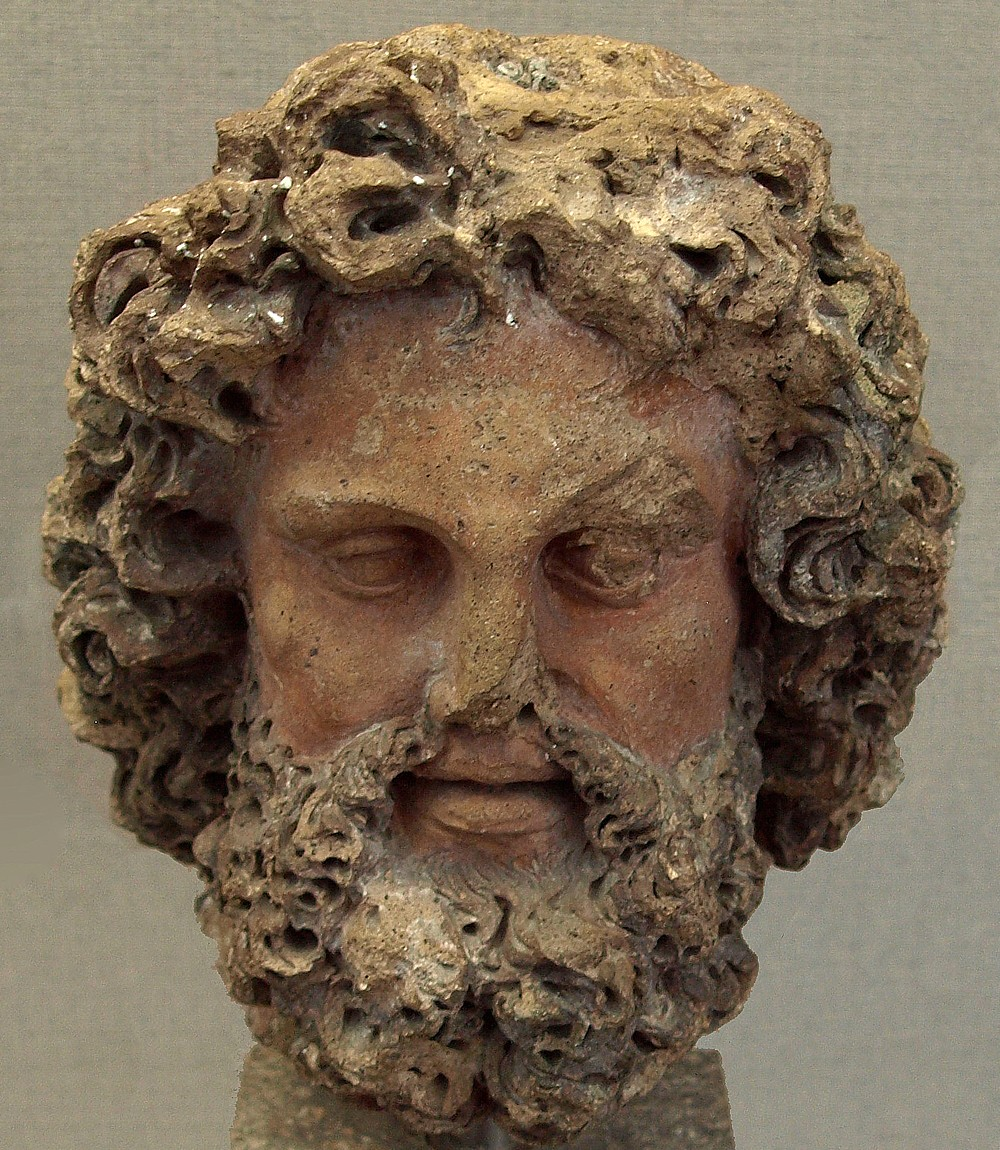
Busta Tinia

- Tinia (Tins) je nejvyšší nebeský bůh, římský Jupiter, jeho atributy jsou blesk, oštěp a žezlo.
- Thalna je okřídlená žena, milenka Tinia. Jako bohyně byla spojována s porodem.
- Ethausva je okřídlená žena sloužící Tiniovi.
- Uni – nejvyšší bohyně, římská Juno, bohyně vesmíru a města Perugia.
- Ani (muž), Ana (žena) – nejedná se o dva bohy, někde byl uctíván jako muž a někde jako žena. Bůh počátku, kterého Římané převzali pod jménem Janus. Na obloze měl své místo na severu.
- Menrva, římská Minerva – spolu s Tiniem a Uni nejvyšší nebeské božstvo, postupem času u Římanů převzala rysy řecké Athény
- Cautha (Cath) je sluneční bůh, bývá zobrazován jak vychází z oceánu.
- Usil, sluneční bůh.
- Thesan, podle některých teorií římská Aurora. Proti myšlence, že Thesan byla předlohou Aurory, hovoří některá podobnost Aurory s jinými, neetruskými bohy. Bohyně svítání.
- Lusna (Losna), bohyně měsíce – měsíční kult nebyl u Etrusků příliš silný.
- Tiv (Tivr), germánský Tiw, měsíční bůh.

### Bohové podsvětí
- Aita (Eita), vládce a princip podsvětí, pravděpodobně byl v této představě převzat od Řeků (Hádes), původně si ho představovali jako vlčí hlavu a pocházel z prvotních italských náboženských představ. Římané ho převzali jako Pluta.
- Persipnei (Ferspnai), římská Proserpina. Jednalo se o královnu podsvětí s nejasnou funkcí.
- Mánie, strážce podsvětí.
- Mantus, strážce podsvětí.
- Lasa – skupina ženských božstev zahrnující bohyně se jmény Alpan, Evan (tato bohyně je ještě bohyní osobní nesmrtelnosti), Racuneta a Vecu. Jsou to strážkyně hrobů a jejich atributy jsou zrcadla a věnce.
- Lethans (též Letham), ochranný bůh.
- Leinth, bohyně bez tváře, její funkcí bylo vyčkávání u brány podsvětí (není zcela jasné, proč tam čekala).
- Artumes (Artimi), bohyně smrti, noci a vzrůstu (vergrößern) přírody, římská Diana.
- Vetis, bůh smrti a ničení.
- Culsu (Cul), strážce podsvětí – není zcela jasné, zda jde o boha či démona, jeho atributem jsou nůžky a svítilna, s představou římskou představou Kerbera nemá nic společného.
- Evas (též Aivas či Eivas), bůh děsu, římský Ajax.
- Thethlumth, osud.
- Februus.

#### Démoni smrti
- Charun (Karun), modrý démon s rudými vlasy a hadem, někdy též zrzavý člověk. Zpravidla měl křídla s pery. Jeho atributem byla sekera nebo kladivo.
- Charontes – jméno nabízí možnost spojení s řeckým Charónem, ale funkce byly pravděpodobně úplně jiné.
- Vanth, všudypřítomná žena žijící v podsvětí. Na křídlech má oči, kterými vidí celý svět. Jejími atributy jsou: had, klíč a pochodeň.

### Bohové spojení s lidskou činností
- Laran, války. Atributy jsou oštěp a helma.
- Turms, bůh obchodu a zboží, posel bohů. Římané ho převzali jako Merkura, jeho atributem jsou okřídlené boty.
- Horta, bohyně zemědělství.
- Maris, římský Mars u Etrusků nepatřil mezi významné bohy, byl bohem zemědělství a úrody.
- Veive, bůh pomsty. Bývá zobrazován s vavřínovým věncem a šípy, vedle něj bývá koza.
- Fufluns (není jisté zda jde o boha totožného s bohem Pacha), Římané ho podle některých teorií převzali jako Baccha, podle jiných teorií je Bacchus tímto bohem ovlivněn. Bůh vína, divoké přírody a radosti.

### Přírodní bohové
- Nortia, bohyně osudu, bohatství. S jejím kultem je spojen obřad souvisící s úrodností, vždy na Nový rok byl v do zdi v chrámu této bohyně zatlučen hřebík. Z tohoto obřadu se vyvinul kalendář, resp. počítání času na roky. Římané ji převzali jako Fortunu.
- Sethlans (Velchans), římský Vulcan, bůh ohně.
- Nethuns, bůh vody, římský Neptun.
- Silenus, římský Silenus, bůh divoké přírody.
- Tluscva, jedná se o bohyni Tellus a o boha Tellumno – zemského otce a matku.
- Selva, římský Slivanus, Země ve smyslu její podstaty.
- Cilens (též Cel), obdoba řecké Gaii, prakticky Země.

### Ostatní bohové

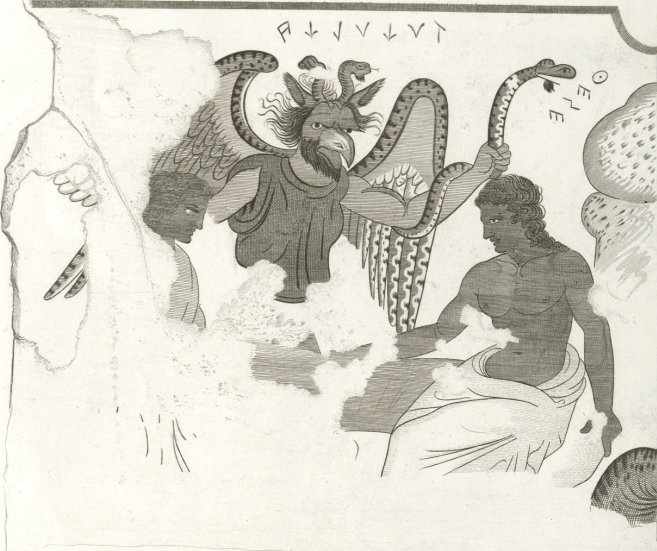
Tuchulcha na restaurované malbě z královské hrobky

- Tages (též Tarchies), zobrazován jako chlapec, byl považován za věštce a za „hlas bohů“, syn Tinia, kázal lidem boží vůli.
- Tvarth, římská Ceres, bohyně vzkříšení.
- Veltha, ochránce etruské konfederace městských států.
- Satres, římský Saturn, bůh času a nutnosti. Zobrazován jako stařec nesoucí srp a přesýpací hodiny.
- Tecum, bůh vládců.
- Turan, římská Venuše, bohyně lásky, úrodnosti a města Vulci. Zpravidla zobrazována jako mladá žena s křídly. Jejím atributem je holubice a labuť.
- Aplu, římský Apollón, bůh s poněkud nejasnou funkcí.
- Horacle (též Herc nebo Hercle), bůh síly, římský Hercules.
- Atuns, římský Adoris, bůh znovuzrození, zobrazován jako chlapec, byl považován za věštce a za „hlas bohů“.
- Tuchulcha, démon s koňskýma ušima a zobákem, jedná se spíše o raritu.